# Beregama aurea
Espèce
Synonymes
- Isopeda aurea L. Koch, 1875
- Isopeda flavibarbis L. Koch, 1875
- Isopeda herculeana Strand, 1913

Beregama aurea ou "golden huntsman" (araignée chasseuse dorée) est une espèce d'araignées aranéomorphes de la famille des Sparassidae.

## Distribution
Cette espèce est endémique d'Australie. Elle se rencontre au Queensland et dans certaines zones de La Nouvelle-Galles du Sud.

## Description
C'est l'une des plus grandes espèces d'araignée araneomorphae en Australie avec Typostola barbata et Holconia immanis.
La carapace du mâle décrit par Hirst en 1990 mesure 14,5 mm de long sur 13,5 mm et l'abdomen 13,8 mm de long sur 10,2 mm et la carapace de la femelle mesure 17,2 mm de long sur 17,4 mm et l'abdomen 24,0 mm de long sur 21,0 mm.
Comme les autres Sparassidae, elles sont extrêmement rapides et capables de courir latéralement ainsi que de se faufiler dans des crevasses très étroites. Elles sont recouvertes de fines soies sensorielles extrêmement sensibles aux mouvements de l'air qui les aide à détecter les déplacements de leurs proies ainsi que l'approche des prédateurs.
Elles se nourrissent d'un large éventail d'autres invertébrés, notamment des papillons, des grillons, des cafards et d'autres araignées.
Cette espèce est considérée comme l'une des plus grandes Sparassidae à travers le globe, avec Typostola barbata et Holconia immanis, derrière Heteropoda maxima.  

## Habitat
Cette espèce vitprincipalement dans les forêts côtières du pays, où elles se cachent sous l'écorce des arbres, notamment les Eucalyptus, dans les crevasses rocheuses ou d'autres zones sombres et abritées.

## Publication originale
- L. Koch, 1875 : Die Arachniden Australiens. Nürnberg, vol. 1, p. 577-740 (texte intégral).